# Joel de Oliveira Monteiro
Joel de Oliveira Monteiro (Rio de Janeiro, 1904. május 1. – Rio de Janeiro, 1990. április 6.) brazil labdarúgókapus.